# Na’erhong (köpinghuvudort i Kina, Jilin Sheng, lat 42,69, long 126,99)
Na'erhong är en köpinghuvudort i Kina. Den ligger i provinsen Jilin, i den nordöstra delen av landet, omkring 200 kilometer sydost om provinshuvudstaden Changchun. Antalet invånare är 7 247. Befolkningen består av 3 472 kvinnor och 3 775 män. Barn under 15 år utgör 13,0 %, vuxna 15-64 år 78 %, och äldre över 65 år 7,0 %.
Runt Na'erhong är det ganska glesbefolkat, med 45 invånare per kvadratkilometer. Na'erhong är det största samhället i trakten. I omgivningarna runt Na'erhong växer i huvudsak blandskog.
Genomsnittlig årsnederbörd är 1 150 millimeter. Den regnigaste månaden är juli, med i genomsnitt 267 mm nederbörd, och den torraste är januari, med 12 mm nederbörd.